# 赵执信故居
赵执信故居原称因园，位于山东省淄博市博山区秋谷路26号。是清朝官员趙執信的故居。
雍正三年(1725年)，在全国各地漫游的趙執信结束旅程，返回家乡，退居因园。乾隆九年（1744年），赵执信在家乡逝世2006年12月7日，列入第三批山东省文物保护单位。